# Adrian Lingenhag
Adrian Lingenhag, né le 11 mai 1979, est un footballeur suisse international de beach soccer. Il évolue au poste de gardien de but.

## Palmarès
- Élu meilleur gardien de l'Euro Beach Soccer League en 2003